# Estés en donde estés
Estés en donde estés  è un singolo del gruppo musicale statunitense Ha*Ash, pubblicato nel 2003, come secondo singolo l'album di debutto omonimo.

## La canzone
La traccia, è stata scritta da Salvador Rizo e Áureo Baqueiro.

## Video musicale
Il videoclip, è stato pubblicato su YouTube il 24 aprile 2010. Il video ha raggiunto 12 milioni di visualizzazioni su Vevo.

### Primera fila: Hecho realidad versione
Il video è stato girato sotto forma di esibizione dal vivo dal album Primera fila: Hecho realidad (2014), con Ha*Ash che inizia a cantare con la sua band dinanzi ad un gruppo persone. Il video è stato girato a Città del Messico e diretto da Nahuel Lerena. È stato pubblicato su YouTube il 22 aprile 2015.Il video ha raggiunto 55 milioni di visualizzazioni su Vevo.

### En vivo versione
Il video è stato girato sotto forma di esibizione dal vivo dal album En Vivo (2019). Il video è stato girato a Auditorio Nacional, Città del Messico (Messico). È stato pubblicato su YouTube il 6 dicembre 2019.

## Tracce
Download digitale
1. Estés en donde estés – 3:46 (Salvador Rizo, Áureo Baqueiro)

## Formazione
- Ashley Grace – voce
- Hanna Nicole – voce
- Salvador Rizo – composizione
- Áureo Baqueiro – composizione, programmazione, produzione
- Rodolfo Cruz  – programmazione
- Armando Ávila – chitarra

## Classifiche
| Classifica (2003)                      | Posizione massima |
| -------------------------------------- | ----------------- |
| Messico (Monitor Latino)               | 1                 |
| Stati Uniti Latin Airplay(billboard)   | 9                 |
| Stati Uniti Latin Pop Songs(billboard) | 14                |
| Stati Uniti US Hot Latin (billboard)   | 14                |